# Тузель (станція метро)
41°17′31″ пн. ш. 69°21′22″ сх. д. / 41.29194° пн. ш. 69.35611° сх. д.
Тузель (узб. Tuzel) — станція першої черги Кільцевої лінії Ташкентського метрополітену. Розташована між станціями «Охонгарон» та «Ілтіфот». Отримала свою назву за однойменним житловим масивом, поблизу якого вона розташована.

## Історія
Будівництво станції розпочато 1 жовтня 2017 у складі першої черги Кільцевої лінії (Дустлік-2 — Куйлюк). Розташовано в Яшнабадському районі на розі Ахангаранського шосе з вулицями Бірлашган і Чулпан (з півночі) і Бешарік (з півдня).
Роботи з будівництва станції було завершено 3 лютого 2020. Станцію введено в експлуатацію 30 серпня 2020.

## Конструкція
Естакадна станція крита з однією прямою острівною платформою.

## Пересадки
- Автобуси: 23, 30, 44, 49, 95, 106, 110, 119, 129, 148, 152.